# Annone Veneto
Annone Veneto, Comune di Annone Veneto, före 1867 Annone, (venetianska: Anòn, friuliska: Danòn) är en italiensk kommun som hade 3 849 invånare (2018). i nordöstra delen av storstadsregionen Venedig, innan 2015 provinsen Venedig, belägen nära den vänstra stranden av floden Livenza och där gränserna för provinserna Venedig, Treviso och Pordenone strålar samman. Kommunen ligger i det historiska området Friuli Concordia som numera administrativt är delat av provinserna Pordenone och Venedig. Efter Italiens enande ändrade staden 1867 namn till Annone Veneto för att inte förväxlas med andra italienska orter med samma namn.

## Historia
Etymologiskt härrör namnet Annone från latin, ad nonum lapidem, "den nionde milstenen", en plats på den antika romerska vägen Via Postumia, byggd 148 f Kr. Via Postumia sträckte sig från Genua till Aquileia och passerade Veneto. Ad Nonum tros ha varit ett skjutshåll för utbyte av hästar och mulor,  enligt andra källor att platsen var en samlingspunkt för militära förråd där säd och saltat kött förvarades. Ytterst få rester finns bevarade från den romerska tiden.
Det första skriftliga dokumentet som nämner Annone går tillbaka till tidig medeltid. Det är en handling som styrker en donation - daterad 762 - där mark skänktes av två langobardiska prinsar till grundandet av benediktinerklostret Sesto al Reghena. Handlingen är dock en senare kopia. Under Karl den store annekterades området till det Tyskromerska riket och efterhand växte Annone och en egen kyrka byggdes på 1400-talet. Samtidigt fick Republiken Venedig intresse av området som var rikt på skog. Timmer behövdes till Arsenalen i Venedig för skeppsbyggandet och mycket av skogen skövlades i Annone. Efter Venedigs fall kontrollerades Annone först av Napoleon I och senare av Österrike för att först 1866 uppgå i Italien under il risorgimento, Italiens enande.
Fram till och med första världskriget emigrerade många invånare till Nya Världen men efter andra världskriget utvecklades Annone Veneto liksom övriga Veneto med den industriella framväxten och förbättrad infrastruktur vilket underlättade pendling till städer med fler industrier. Kommunen har under senare tid haft en ökad invandring vilket har upplevts positivt bland invånarna.

## Geografi
Annone Veneto ligger i östra Veneto vid gränsen mot Friuli-Venezia Giulia och sträcker sig cirka 25 km från nordväst till sydväst mot friulisk-venetiska slätten. Många vattendrag rinner genom kommunen där floden Loncon är den viktigaste och utgör gräns mot öster. Större delen av den tidigare skogsbygden är skövlad där numera vinodlingar har utvecklats. Två större vägar korsar kommunen, Postumia väg S.S. n. 53 och Triestina S.S. 14 vilka båda härstammar från de romerska vägarna Via Postumia och Via Annia. Förutom centralorten Annone Veneto finns de tre mindre orterna, så kallade frazioni, Loncon, Spadacenta och Giai. Kommunen upptar en yta av 25,79 km² och hade 2013 3 979 invånare vilket ger ett medeltal på 153 inv/km².

## Administration
Annone Veneto hör administrativt till provinsen Venedig och regionen Veneto. Kommunstyrelsen består av sex personer varav en är borgmästare och en vice borgmästare, fullmäktige utgörs av 16-17 ledamöter varav majoriteten politiskt tillhör en center-vänsterkoalition. Borgmästare är sedan 16 april 2004 Paolo Ruzzene.